# Habrocestum pullatum
Habrocestum pullatum är en spindelart som först beskrevs av Simon 1876.  Habrocestum pullatum ingår i släktet Habrocestum och familjen hoppspindlar. Inga underarter finns listade i Catalogue of Life.